# Brasilien i olympiska sommarspelen 2000
Brasilien deltog i de olympiska sommarspelen 2000 med en trupp bestående av 205 deltagare, 111 män och 94 kvinnor, och de tog totalt tolv medaljer.

## Medaljer

### Silver
- Vicente de Lima, Edson Ribeiro, André Domingos da Silva, Claudinei da Silva och Cláudio Roberto Souza (i kval) - Friidrott, stafett 4 x 100 m
- Tiago Camilo - Judo, lättvikt 73 kg
- Carlos Honorato - Judo, medelvikt 90 kg
- Robert Scheidt - Segling, laser
- Zé Marco de Melo och Ricardo Santos - Volleyboll, beachvolleyboll
- Adriana Behar och Shelda Bede - Volleyboll, beachvolleyboll

### Brons
- Basketlandslaget damer (Janeth Arcain, Alessandra Oliveira, Adriana Aparecida Santos, Cintia Santos, Ilisaine Karen David, Lilian Cristina Goncalves, Silvia Luz, Helen Cristina Luz, Claudia Neves, Adriana Pinto, Kelly Santos och Marta Sobral)
- André Johannpeter, Álvaro Miranda Neto, Luiz Felipe De Azevedo och Rodrigo Pessoa - Ridsport, laghoppning
- Torben Grael och Marcelo Ferreira - Segling, starbåt
- Fernando Scherer, Gustavo Borges, Carlos Jayme och Edvaldo Valério - Simning, 4 x 100 m bröstsim
- Adriana Samuel och Sandra Pires - Volleyboll, beachvolleyboll
- Volleybollandslaget damer (Leila Barros, Virna Dias, Érika Coimbra, Janina Conceição, Kely Fraga, Ricarda Lima, Kátia Lopes, Walewska Oliveira, Elisângela Oliveira, Karin Rodrigues, Raquel Silva och Hélia Souza)

## Basket
Damer
Gruppspel
| Lag        | Vinster | Förluster | PF  | PA  | Poäng |
| ---------- | ------- | --------- | --- | --- | ----- |
| Australien | 5       | 0         | 394 | 274 | 10    |
| Frankrike  | 4       | 1         | 338 | 287 | 9     |
| Brasilien  | 2       | 3         | 358 | 353 | 7     |
| Slovakien  | 2       | 3         | 294 | 282 | 7     |
| Kanada     | 2       | 3         | 313 | 317 | 7     |
| Senegal    | 0       | 5         | 199 | 383 | 5     |

Slutspel
|  | Kvartsfinaler | Kvartsfinaler |             |     | Semifinaler  | Semifinaler |            |            | Final       | Final |
|  | 0             | 0             | 0           | 0   | 0            | 0           | 0          | 0          | 0           | 0     |
|  |               |               | 0           | 0   |              |             | 0          | 0          |             |       |
|  |               |               | 0           | 0   |              |             | 0          | 0          |             |       |
|  | 0 Australien  | 076           | 0           | 0   |              |             | 0          | 0          |             |       |
|  | 0 Australien  | 076           | 0           | 0   |              |             | 0          | 0          |             |       |
|  | 0 Polen       | 048           | 0           | 0   |              |             | 0          | 0          |             |       |
|  | 0 Polen       | 048           | 0           | 0   | 0 Australien | 064         | 0          | 0          |             |       |
|  |               |               | 0           | 0   | 0 Australien | 064         | 0          | 0          |             |       |
|  | 0             | 0 Brasilien   | 0           | 052 | 0            |             |            | 0          |             |       |
|  | 0             | 0 Brasilien   | 0           | 052 | 0            | 0 Ryssland  | 067        | 0          |             |       |
|  | 0             |               |             |     |              | 0 Ryssland  | 067        | 0          |             |       |
|  | 0             | 0 Brasilien   | 068         | 0   |              |             |            | 0          |             |       |
|  | 0             | 0 Brasilien   | 068         | 0   | 0 Australien | 054         |            | 0          |             |       |
|  | 0             |               |             | 0   | 0 Australien | 054         |            | 0          |             |       |
|  | 0             | 0             | 0 USA       | 0   | 076          |             |            |            |             |       |
|  | 0             | 0             | 0 USA       | 0   | 076          | 0 Frankrike | 058        |            |             |       |
|  | 0             | 0             |             |     |              |             | 058        |            |             |       |
|  | 0             | 0             | 0 Sydkorea  | 069 | 0            |             |            |            |             |       |
|  | 0             | 0             | 0 Sydkorea  | 069 | 0            | 0 Sydkorea  | 065        | Bronsmatch | Bronsmatch  |       |
|  | 0             | 0             |             |     | 0            | 0 Sydkorea  | 065        | Bronsmatch | Bronsmatch  |       |
|  | 0             | 0             | 0 USA       | 078 | 0            | 0           |            |            |             |       |
|  | 0             | 0             | 0 USA       | 078 | 0            | 0           | 0 USA      | 058        | 0 Brasilien | 084   |
|  | 0             | 0             |             |     | 0            | 0           | 0 USA      | 058        | 0 Brasilien | 084   |
|  | 0             | 0             | 0 Slovakien | 043 | 0            | 0           | 0 Sydkorea | 073        |             |       |
|  | 0             | 0             | 0 Slovakien | 043 | 0            | 0           | 0 Sydkorea | 073        |             |       |
|  |               |               |             |     |              |             |            |            |             |       |
|  |               |               |             |     |              |             |            |            |             |       |

## Boxning
Flugvikt
- José Albuquerque
  - Omgång 1 – Förlorade mot Valeriy Sydorenko från Ukraina (gick inte vidare)

Fjädervikt
- Valdemir Pereira
  - Omgång 1 – Besegrade James Swan från Australien
  - Omgång 2 – Förlorade mot Ramazan Palyani från Turkiet (→ gick inte vidare)

Lättvikt
- Agnaldo Nunes
  - Omgång 1 – Förlorade mot Michael Katsidis från Australien (→ gick inte vidare)

Lätt weltervikt
- Kelson Santos
  - Omgång 1 – Besegrade Ghulam Shabbir från Pakistan
  - Omgång 2 – Förlorade mot Mahamadkadyz Abdullaev från Uzbekistan (→ gick inte vidare)

Mellanvikt
- Cleiton Conceição
  - Omgång 1 – Förlorade mot Jeff Lacy från USA (→ gick inte vidare)

Lätt tungvikt
- Laudelino Barros
  - Omgång 1 – Förlorade mot Danny Green från Australien (→ gick inte vidare)

## Cykling

### Mountainbike
Herrarnas terränglopp
- Renato Seabra
  1. Final – DNF

### Landsväg
Herrarnas linjelopp
- Murilo Fischer
  - Final — 5:52:47 (→ 89:e plats)

Damernas linjelopp
- Claudia Saintagne
  - Final — 3:24:19 (→ 44:e plats)
- Janildes Silva
  - Final — 3:35:12 (→ 49:e plats)

## Fotboll
Herrar
| Nr          | Namn                         | Födelsedatum      | Klubb                            |
| Målvakter   | Målvakter                    | Målvakter         | Målvakter                        |
| ----------- | ---------------------------- | ----------------- | -------------------------------- |
| 1           | Helton Arruda                | 18 maj 1978       | Club de Vasco da Gama            |
| 18          | Fábio Costa                  | 27 november 1977  | Santos Futebol Clube             |
| Försvarare  |                              |                   |                                  |
| 2           | Dermival Almeida Lima        | 28 juni 1978      | Santos Futebol Clube             |
| 3           | Fábio Bilica                 | 4 januari 1979    | F.B.C. Unione Venezia            |
| 4           | Álvaro Luiz Maior de Aquino  | 1 november 1977   | São Paulo FC                     |
| 6           | Fábio Aurélio                | 24 september 1979 | São Paulo FC                     |
| 13          | André Luís Garcia            | 31 juli 1979      | Santos Futebol Clube             |
| 14          | Lúcio                        | 8 maj 1978        | Sport Club Internacional         |
| 16          | Athirson Mazolli e Oliveira  | 16 januari 1977   | Clube de Regatas do Flamengo     |
| Mittfältare |                              |                   |                                  |
| 5           | Marcos Paulo Alves           | 11 maj 1977       | Cruzeiro Esporte Clube           |
| 8           | Fabiano Pereira              | 6 april 1978      | São Paulo FC                     |
| 9           | Luís Eduardo Schmidt         | 10 januari 1979   | São Paulo FC                     |
| 10          | Alexsandro de Souza          | 14 september 1977 | Parma FC                         |
| 12          | Roger Galera Flores          | 17 augusti 1978   | Fluminense Football Club         |
| 15          | Mozart Santos Batista Júnior | 8 november 1979   | Clube de Regatas do Flamengo     |
| Anfallare   |                              |                   |                                  |
| 7           | Ronaldinho                   | 21 mars 1980      | Grêmio Foot-Ball Porto Alegrense |
| 11          | Geovanni Deiberson Maurício  | 11 januari 1980   | Cruzeiro Esporte Clube           |
| 17          | Lucas Severino               | 3 januari 1979    | Stade Rennais FC                 |

Gruppspel
| Lag       | S | V | O | F | GM | IM | MS | P |
| --------- | - | - | - | - | -- | -- | -- | - |
| Brasilien | 3 | 2 | 0 | 1 | 5  | 4  | +1 | 6 |
| Japan     | 3 | 2 | 0 | 1 | 4  | 3  | +1 | 6 |
| Sydafrika | 3 | 1 | 0 | 2 | 5  | 5  | 0  | 3 |
| Slovakien | 3 | 1 | 0 | 2 | 4  | 6  | −2 | 3 |

Slutspel
|  | Kvartsfinaler            | Kvartsfinaler            |                       |       | Semifinaler | Semifinaler |  |  | Final                 | Final |
|  |                          |                          |                       |       |             |             |  |  |                       |       |
|  | 23 september - Adelaide  |                          |                       |       |             |             |  |  |                       |       |
|  |                          |                          |                       |       |             |             |  |  |                       |       |
|  | USA (str.)               | 2 (5)                    |                       |       |             |             |  |  |                       |       |
|  | USA (str.)               | 2 (5)                    | 26 september - Sydney |       |             |             |  |  |                       |       |
|  | Japan                    | 2 (4)                    |                       |       |             |             |  |  |                       |       |
|  | Japan                    | 2 (4)                    | USA                   | 1     |             |             |  |  |                       |       |
|  | 23 september - Sydney    |                          | USA                   | 1     |             |             |  |  |                       |       |
|  |                          | Spanien                  | 3                     |       |             |             |  |  |                       |       |
|  | Italien                  | Spanien                  | 3                     | 0     |             |             |  |  |                       |       |
|  | Italien                  |                          | 30 september - Sydney | 0     |             |             |  |  |                       |       |
|  | Spanien                  | 1                        |                       |       |             |             |  |  |                       |       |
|  | Spanien                  | 1                        | Spanien               | 2 (3) |             |             |  |  |                       |       |
|  | 23 september - Brisbane  |                          | Spanien               | 2 (3) |             |             |  |  |                       |       |
|  |                          | Kamerun (str.)           | 2 (5)                 |       |             |             |  |  |                       |       |
|  | Brasilien                | Kamerun (str.)           | 2 (5)                 | 1     |             |             |  |  |                       |       |
|  | Brasilien                | 26 september - Melbourne |                       | 1     |             |             |  |  |                       |       |
|  | Kamerun (e.f.)           | 2                        |                       |       |             |             |  |  |                       |       |
|  | Kamerun (e.f.)           | 2                        | Kamerun               | 2     | Bronsmatch  | Bronsmatch  |  |  |                       |       |
|  | 23 september - Melbourne |                          | Kamerun               | 2     | Bronsmatch  | Bronsmatch  |  |  |                       |       |
|  |                          | Chile                    | 1                     |       |             |             |  |  |                       |       |
|  | Chile                    | Chile                    | 1                     | 4     | USA         | 0           |  |  |                       |       |
|  | Chile                    |                          |                       | 4     | USA         | 0           |  |  |                       |       |
|  | Nigeria                  | 1                        |                       | Chile | 2           |             |  |  |                       |       |
|  | Nigeria                  | 1                        |                       |       | 2           |             |  |  |                       |       |
|  |                          |                          |                       |       |             |             |  |  | 29 september - Sydney |       |
|  |                          |                          |                       |       |             |             |  |  |                       |       |

Damer
| Nr             | Namn                        | Klubb     | Född              | SM        | Mål       |           | Gult kort · Gult kort · Rött kort | Rött kort |
| Målvakter      | Målvakter                   | Målvakter | Målvakter         | Målvakter | Målvakter | Målvakter | Målvakter                         | Målvakter |
| -------------- | --------------------------- | --------- | ----------------- | --------- | --------- | --------- | --------------------------------- | --------- |
| 1              | Andréia Suntaque            |           | 14 september 1977 |           |           |           |                                   |           |
| 18             | Maravilha                   |           | 10 april 1973     |           |           |           |                                   |           |
| 20             | Mayla                       |           | 25 augusti 1982   |           |           |           |                                   |           |
| Försvarare     |                             |           |                   |           |           |           |                                   |           |
| 2              | Nene                        |           | 31 mars 1976      |           |           |           |                                   |           |
| 3              | Juliana                     |           | 3 oktober 1981    |           |           |           |                                   |           |
| 4              | Monica                      |           | 4 april 1978      |           |           |           |                                   |           |
| 6              | Tânia Maria Pereira Ribeiro |           | 3 oktober 1974    |           |           |           |                                   |           |
| 15             | Simone                      |           | 10 februari 1981  |           |           |           |                                   |           |
| 16             | Rosana dos Santos Augusto   |           | 7 juli 1982       |           |           |           |                                   |           |
| Mittfältare    |                             |           |                   |           |           |           |                                   |           |
| 5              | Daniela Alves Lima          |           | 12 januari 1984   |           |           |           |                                   |           |
| 7              | Miraildes Maciel Mota       |           | 3 mars 1978       |           |           |           |                                   |           |
| 8              | Cidinha                     |           | 6 oktober 1976    |           |           |           |                                   |           |
| 10             | Sissi                       |           | 2 juni 1967       |           |           |           |                                   |           |
| 14             | Raquel                      |           | 10 maj 1978       |           |           |           |                                   |           |
| 17             | Suzana                      |           | 12 oktober 1973   |           |           |           |                                   |           |
| 19             | Marisa                      |           | 10 augusti 1966   |           |           |           |                                   |           |
| Anfallare      |                             |           |                   |           |           |           |                                   |           |
| 9              | Katia                       |           | 18 februari 1977  |           |           |           |                                   |           |
| 11             | Roseli                      |           | 7 september 1969  |           |           |           |                                   |           |
| 12             | Delma Gonçalves             |           | 19 maj 1975       |           |           |           |                                   |           |
| 13             | Andréia dos Santos          |           | 30 april 1977     |           |           |           |                                   |           |
| 21             | Grazielle                   |           | 28 mars 1981      |           |           |           |                                   |           |
| 22             | Nilda                       |           | 25 mars 1972      |           |           |           |                                   |           |
| Förbundskapten |                             |           |                   |           |           |           |                                   |           |
|                | Jose DUARTE                 |           |                   |           |           |           |                                   |           |

Gruppspel
| Lag        | S | V | O | F | GM | IM | MS | P |
| ---------- | - | - | - | - | -- | -- | -- | - |
| Tyskland   | 3 | 3 | 0 | 0 | 6  | 1  | +5 | 9 |
| Brasilien  | 3 | 2 | 0 | 1 | 5  | 3  | +2 | 6 |
| Sverige    | 3 | 0 | 1 | 2 | 1  | 4  | −3 | 1 |
| Australien | 3 | 0 | 1 | 2 | 2  | 6  | −4 | 1 |

Slutspel
|  | Semifinaler             | Semifinaler             |   |                       | Final                 | Final |  |
|  |                         |                         |   |                       |                       |       |  |
|  | 24 september - Sydney   |                         |   |                       |                       |       |  |
|  | Tyskland                | 0                       |   |                       |                       |       |  |
|  | Norge                   | 1                       |   |                       |                       |       |  |
|  |                         |                         |   |                       |                       |       |  |
|  |                         |                         |   |                       | 28 september - Sydney |       |  |
|  |                         |                         |   |                       | Norge (e.f.)          | 3     |  |
|  |                         | USA                     | 2 |                       |                       |       |  |
|  |                         |                         |   |                       |                       |       |  |
|  |                         |                         |   |                       |                       |       |  |
|  |                         |                         |   |                       | Bronsmatch            |       |  |
|  | 24 september - Canberra | 24 september - Canberra |   | 28 september - Sydney | 28 september - Sydney |       |  |
|  | USA                     | 1                       |   | Tyskland              | 2                     |       |  |
|  | Brasilien               | 0                       |   |                       | Brasilien             | 0     |  |

## Friidrott
Herrarnas 100 meter
- Vicente Lima
  1. Omgång 1 – 10.31
  2. Omgång 2 – 10.28 (→ gick inte vidare)
- Cláudio Roberto Souza
  1. Omgång 1 – 10.31
  2. Omgång 2 – 10.47 (→ gick inte vidare)
- Raphael de Oliveira
  1. Omgång 1 – 10.44 (→ gick inte vidare)

Herrarnas 200 meter
- Claudinei da Silva
  1. Omgång 1 – 20.70
  2. Omgång 2 – 20.24
  3. Semifinal – 20.30
  4. Final – 20.28 (→ 6:e plats)
- André Domingos
  1. Omgång 1 – 20.95 (→ gick inte vidare)

Herrarnas 400 meter
- Sanderlei Claro Parrela
  1. Omgång 1 – 45.55
  2. Omgång 2 – 45.55
  3. Semifinal – 45.17
  4. Final – 45.01 (→ 4:e plats)

Herrarnas 800 meter
- Osmar dos Santos
  1. Omgång 1 – 1:47.05
  2. Semifinal – 1:47.68 (→ gick inte vidare)

Herrarnas 1 500 meter
- Hudson de Souza
  1. Omgång 1 – 3:39.70
  2. Semifinal – 3:41.00 (→ gick inte vidare)

Herrarnas 110 meter häck
- Márcio Simão de Souza
  1. Omgång 1 – 13.70
  2. Omgång 2 – 13.71 (→ gick inte vidare)

Herrarnas 400 meter häck
- Eronilde de Araújo
  1. Omgång 1 – 50.06
  2. Semifinal – 48.76
  3. Final – 48.34 (→ 5:e plats)

Herrarnas 4 x 100 meter stafett
- Claudinei da Silva, Vicente Lima, Edson Ribeiro, André Domingos, Cláudio Roberto Souza
  1. Omgång 1 – 38.32
  2. Semifinal – 38.27
  3. Final – 37.90(→  Silver)

Herrarnas längdhopp
- Nelson Carlos Ferreira
  1. Kval – 7.32 (→ gick inte vidare)

Herrarnas maraton
- Vanderlei de Lima
  1. Final – 2:37:08 (→ 75:e plats)
- Éder Fialho
  1. Final – DNF
- Osmiro Silva
  1. Final – DNF

Damernas spjutkastning
- Sueli dos Santos
  1. Kval – 56.27 (→ gick inte vidare)

Damernas längdhopp
- Maurren Higa Maggi
  1. Qualifying – 6.35 (→ gick inte vidare)
- Luciana Santos
  1. Kval – NM (→ gick inte vidare)

Damernas tresteg
- Luciana Santos
  1. Kval – 13.48 (→ gick inte vidare)

## Fäktning
Herrarnas florett
- Marco Martins

## Handboll
Damer
Gruppspel
| Lag        | Pld | W | D | L | GF  | GA  | GD  | Poäng |
| ---------- | --- | - | - | - | --- | --- | --- | ----- |
| Norge      | 4   | 4 | 0 | 0 | 101 | 72  | +29 | 8     |
| Danmark    | 4   | 3 | 0 | 1 | 124 | 83  | +41 | 6     |
| Österrike  | 4   | 2 | 0 | 2 | 131 | 90  | +41 | 4     |
| Brasilien  | 4   | 1 | 0 | 3 | 100 | 133 | -33 | 2     |
| Australien | 4   | 0 | 0 | 4 | 59  | 137 | -78 | 0     |

Slutspel
|  | Kvartsfinaler | Kvartsfinaler |          |       | Semifinaler | Semifinaler |  |  | Final | Final |
|  |               |               |          |       |             |             |  |  |       |       |
|  |               |               |          |       |             |             |  |  |       |       |
|  |               |               |          |       |             |             |  |  |       |       |
|  | Sydkorea      | 35            |          |       |             |             |  |  |       |       |
|  | Sydkorea      | 35            |          |       |             |             |  |  |       |       |
|  | Brasilien     | 24            |          |       |             |             |  |  |       |       |
|  | Brasilien     | 24            | Sydkorea | 29    |             |             |  |  |       |       |
|  |               |               | Sydkorea | 29    |             |             |  |  |       |       |
|  |               | Danmark       | 31       |       |             |             |  |  |       |       |
|  | Frankrike     | Danmark       | 31       | 26    |             |             |  |  |       |       |
|  | Frankrike     |               |          | 26    |             |             |  |  |       |       |
|  | Danmark       | 28            |          |       |             |             |  |  |       |       |
|  | Danmark       | 28            | Danmark  | 31    |             |             |  |  |       |       |
|  |               |               | Danmark  | 31    |             |             |  |  |       |       |
|  |               | Ungern        | 27       |       |             |             |  |  |       |       |
|  | Österrike     | Ungern        | 27       | 27    |             |             |  |  |       |       |
|  | Österrike     |               |          | 27    |             |             |  |  |       |       |
|  | Ungern        | 28            |          |       |             |             |  |  |       |       |
|  | Ungern        | 28            | Ungern   | 28    | Bronsmatch  | Bronsmatch  |  |  |       |       |
|  |               |               | Ungern   | 28    | Bronsmatch  | Bronsmatch  |  |  |       |       |
|  |               | Norge         | 23       |       |             |             |  |  |       |       |
|  | Norge         | Norge         | 23       | 28    | Sydkorea    | 21          |  |  |       |       |
|  | Norge         |               |          | 28    | Sydkorea    | 21          |  |  |       |       |
|  | Rumänien      | 16            |          | Norge | 22          |             |  |  |       |       |
|  | Rumänien      | 16            |          |       | 22          |             |  |  |       |       |
|  |               |               |          |       |             |             |  |  |       |       |
|  |               |               |          |       |             |             |  |  |       |       |

## Kanotsport
Sprint
Herrarnas K-1 500 m
- Roger Caumo
  1. Kvalheat –; 01:49,955 (gick inte vidare)

Herrarnas K-1 1000 m
- Roger Caumo
  1. Kvalheat –; 03:52,082 (gick inte vidare)

Herrarnas K-2 500 m
- Sebastian Cuattrin, Carlos Augusto Campos
  1. Kvalheat –; 01:35,662
  2. Semifinal –; 01:34,868 (gick inte vidare)

Herrarnas K-2 1000 m
- Carlos Augusto Campos, Sebastian Cuattrin
  1. Kvalheat –; 03:21,228
  2. Semifinal –; 03:22,496 (gick inte vidare)

Slalom
Herrarnas C-1 slalom
- Cassio Petry
  1. Kval –; 293,72 (gick inte vidare)

## Segling
Mistral
- Ricardo Santos
  1. Lopp 1 – 5
  2. Lopp 2 – 10
  3. Lopp 3 – 21
  4. Lopp 4 – 12
  5. Lopp 5 – 22
  6. Lopp 6 – 4
  7. Lopp 7 – 8
  8. Lopp 8 – 14
  9. Lopp 9 – (37) OCS
  10. Lopp 10 – 21
  11. Lopp 11 – 26
  12. Final – 117 (15:e plats)

Finnjolle
- Christoph Bergmann
  1. Lopp 1 – 10
  2. Lopp 2 – 8
  3. Lopp 3 – 3
  4. Lopp 4 – (21)
  5. Lopp 5 – 11
  6. Lopp 6 – 13
  7. Lopp 7 – 9
  8. Lopp 8 – 2
  9. Lopp 9 – 18
  10. Lopp 10 – (20)
  11. Lopp 11 – 10
  12. Final – 84 (:e plats)

470
- Andre Fonseca och Alexandre Paradeda
  1. Lopp 1 – 14
  2. Lopp 2 – (24)
  3. Lopp 3 – 11
  4. Lopp 4 – 21
  5. Lopp 5 – 15
  6. Lopp 6 – 20
  7. Lopp 7 – (27)
  8. Lopp 8 – 24
  9. Lopp 9 – 22
  10. Lopp 10 – 21
  11. Lopp 11 – 23
  12. Final – 171 (26:e plats)

Laser
- Robert Scheidt
  1. Lopp 1 – 1
  2. Lopp 2 – 2
  3. Lopp 3 – (22)
  4. Lopp 4 – 1
  5. Lopp 5 – 12
  6. Lopp 6 – 1
  7. Lopp 7 – 20
  8. Lopp 8 – 5
  9. Lopp 9 – 1
  10. Lopp 10 – 1
  11. Lopp 11 – (44) DSQ
  12. Final – 44 (Silver)

Tornado
- Henrique Pellicano och Mauricio Oliveira
  1. Lopp 1 – (17) OCS
  2. Lopp 2 – 7
  3. Lopp 3 – 6
  4. Lopp 4 – 9
  5. Lopp 5 – 16
  6. Lopp 6 – 13
  7. Lopp 7 – (17) OCS
  8. Lopp 8 – 5
  9. Lopp 9 – 6
  10. Lopp 10 – 5
  11. Lopp 11 – 11
  12. Final – 78 (11:e plats)

Starbåt
- Marcelo Ferreira och Torben Grael
  1. Lopp 1 – 3
  2. Lopp 2 – (13)
  3. Lopp 3 – 1
  4. Lopp 4 – 2
  5. Lopp 5 – 1
  6. Lopp 6 – 6
  7. Lopp 7 – 7
  8. Lopp 8 – 4
  9. Lopp 9 – 12
  10. Lopp 10 – 3
  11. Lopp 11 – (17) OCS
  12. Final – 39 (Brons)

Mistral
- Christina Forte
  1. Lopp 1 – 24
  2. Lopp 2 – 22
  3. Lopp 3 – (27)
  4. Lopp 4 – 26
  5. Lopp 5 – 24
  6. Lopp 6 – (30) OCS
  7. Lopp 7 – 26
  8. Lopp 8 – 25
  9. Lopp 9 – 24
  10. Lopp 10 – 25
  11. Lopp 11 – 27
  12. Final – 223 (26:e plats)

470
- Maria Krahe och Fernanda Oliveira
  1. Lopp 1 – 16
  2. Lopp 2 – 17
  3. Lopp 3 – 14
  4. Lopp 4 – 14
  5. Lopp 5 – 13
  6. Lopp 6 – (20) DSQ
  7. Lopp 7 – 17
  8. Lopp 8 – 15
  9. Lopp 9 – (20) OCS
  10. Lopp 10 – 19
  11. Lopp 11 – 18
  12. Final – 143 (19:e plats)

## Simhopp

### Herrar
| Hoppare       | Gren           | Kval   | Kval      | Semifinal        | Semifinal        | Final            | Final            |
| Hoppare       | Gren           | Poäng  | Placering | Poäng            | Placering        | Poäng            | Placering        |
| ------------- | -------------- | ------ | --------- | ---------------- | ---------------- | ---------------- | ---------------- |
| Cassius Duran | Herrarnas 3 m  | 382,08 | 14        | 216,06           | 14               | Gick inte vidare | Gick inte vidare |
| Cassius Duran | Herrarnas 10 m | 331,86 | 28        | Gick inte vidare | Gick inte vidare | Gick inte vidare | Gick inte vidare |

### Damer
| Hoppare        | Gren          | Kval   | Kval      | Semifinal        | Semifinal        | Final            | Final            |
| Hoppare        | Gren          | Poäng  | Placering | Poäng            | Placering        | Poäng            | Placering        |
| -------------- | ------------- | ------ | --------- | ---------------- | ---------------- | ---------------- | ---------------- |
| Juliana Veloso | Damernas 3 m  | 220,62 | 35        | Gick inte vidare | Gick inte vidare | Gick inte vidare | Gick inte vidare |
| Juliana Veloso | Damernas 10 m | 266,04 | 19        | Gick inte vidare | Gick inte vidare | Gick inte vidare | Gick inte vidare |

## Triathlon
Herrarnas triathlon
- Leandro Macedo – 1:49:50,69 (→ 14:e plats)
- Juraci Moreira – 1:50:44,79 (→ 22:a plats)
- Armando Barcellos – 1:53:42,63 (→ 39:e plats)

Damernas triathlon
- Sandra Soldan – 2:03:19,86 (→ 11:e plats)
- Mariana Ohata – DNF (→ ingen placering)
- Carla Moreno – DNF (→ ingen placering)